# Autichamp
Autichamp är en kommun i departementet Drôme i regionen Auvergne-Rhône-Alpes i sydöstra Frankrike. Kommunen ligger i kantonen Crest-Sud som tillhör arrondissementet Die. År 2022 hade Autichamp 152 invånare.

## Befolkningsutveckling
Antalet invånare i kommunen Autichamp
Referens:INSEE